# Yokohama Rubber Company
The Yokohama Rubber Company, Limited – japońskie przedsiębiorstwo produkujące opony, wchodzące w skład grupy Furukawa.

## Historia[2]
Firma założona została 13 września 1917 w wyniku porozumienia między Yokohama Cable Manufacturing i B.F. Goodrich.
W 1921 firma wprowadziła na rynek opony kordowe, trzy razy bardziej wytrzymałe od stosowanych wcześniej na japońskich drogach opon z tkaniny. W tym samym roku rozpoczęła sprzedaż gumowych pasów transmisyjnych, stosowanych w wielu dziedzinach przemysłu. Weszła na rynek międzynarodowy w 1934, po opatentowaniu pojedynczego węża do zalewania oleju. Przełomowy moment w rozwoju Yokohama Rubber miał miejsce w 1935, kiedy to zaczęła zaopatrywać w opony największych japońskich producentów aut – Nissana i Toyotę.
W 1939 Yokohama wyprodukowała swoją pierwszą syntetyczną gumę.
W czasie oraz po II wojnie światowej firma rozpoczęła m.in. produkcję części do samolotów oraz opon lotniczych, wciąż udoskonalając stosowane technologie. Pracowano również nad rozwojem opon samochodowych.
W latach 80. i 90. Yokohama zawarła szereg spółek joint venture z przedsiębiorstwami m.in. z Malezji i Stanów Zjednoczonych, a także wykupiła (w całości lub częściowo) wiele firm z branży gumowej. Działania te miały na celu przeciwstawienie się silnej konkurencji, szczególnie ze strony lidera rynku światowego Michelin.

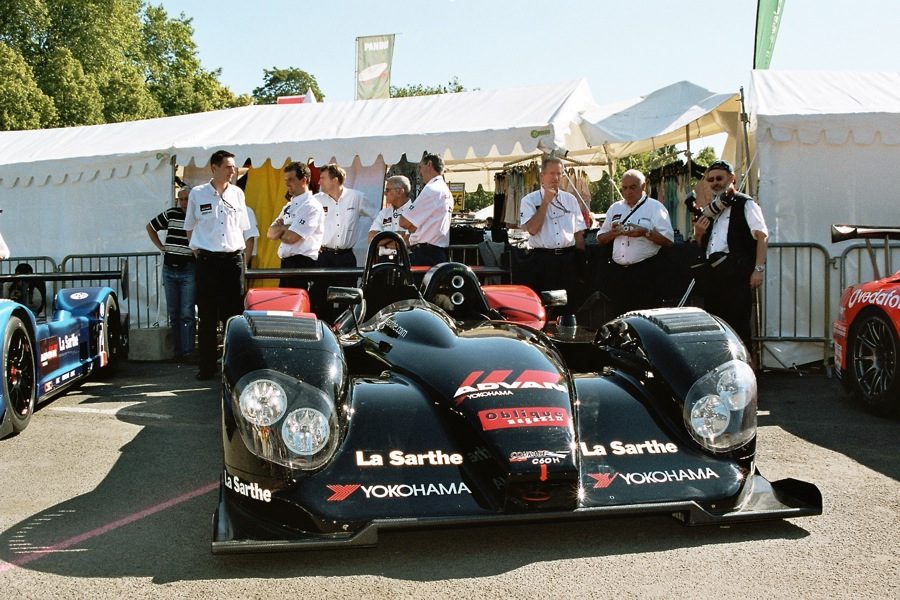
Bolid Courage Compétition z oponami Yokohama podczas 24h Le Mans 2005

## Obecnie
Główna siedziba przedsiębiorstwa znajduje się w Tokio. Dzieli się na dwa segmenty: Tire Group, odpowiadający za produkcję i sprzedaż opon, oraz Multiple Business Group, zajmujący się pozostałymi wyrobami.
Obecnie firma znajduje się na siódmym miejscu na świecie wśród największych producentów technologii gumowej. Jest drugim co do wielkości dostawcą opon w Japonii.
Opony Yokohama wykorzystywane są przez niektóre zespoły w 24-godzinnym wyścigu Le Mans, serii Intercontinental Rally Challenge oraz przez wszystkie zespoły w serii wyścigowej WTCC World Touring Car Championship, a w latach 2004–2007 były stosowane w Formule TR 2000 Pro Series.